# Lal Parsa
Lal Parsa (en népalais : लाल पर्सा) est un comité de développement villageois du Népal situé dans le district de Parsa. Au recensement de 2011, il comptait 4 478 habitants.